# Somogybabod
Somogybabod je vas na Madžarskem, ki upravno spada pod podregijo Fonyódi Šomodske županije.